# Ahamarasul Duereh
Ahamarasul Duereh (thailändisch อาหะมะรอซูล ดือเระ; * 6. Juli 1996 in Narathiwat), auch als Suha bekannt, ist ein thailändischer Fußballspieler.

## Karriere
Ahamarasul Duereh erlernte das Fußballspielen in der Jugendmannschaft vom Nara United FC. Bei Nara stand er von 2019 bis 2021 unter Vertrag. Der Verein aus Narathiwat spielte in der dritten thailändischen Liga, der Thai League 3. Für Nara absolvierte er 25 Drittligaspiele. Nach der Saison wurde sein Vertrag nicht verlängert. Zu Beginn der Saison 2021/22 wechselte er zum Zweitligisten Customs Ladkrabang United FC. Sein Zweitligadebüt für den Bangkoker Verein gab Ahamarasul Duereh am 26. September 2021 (5. Spieltag) im Auswärtsspiel gegen den Chiangmai FC. Hier wurde er in der 77. Minute für Kittiwut Bouloy eingewechselt. Die Customs gewannen das Spiel 2:1. Für den Hauptstadtverein bestritt er 25 Zweitligaspiele. Am Ende der Saison wurde sein Vertrag nicht verlängert. Ende Juli 2022 nahm ihn sein ehemaliger Verein, der Drittligist Nara United, wieder unter Vertrag. Mit Nara spielte er 17-mal in der Southern Region der Liga. Nach einer Saison wechselte er im Sommer 2023 zum Ligarivalen Muangtrang United FC.